# Parc national Nino Konis Santana

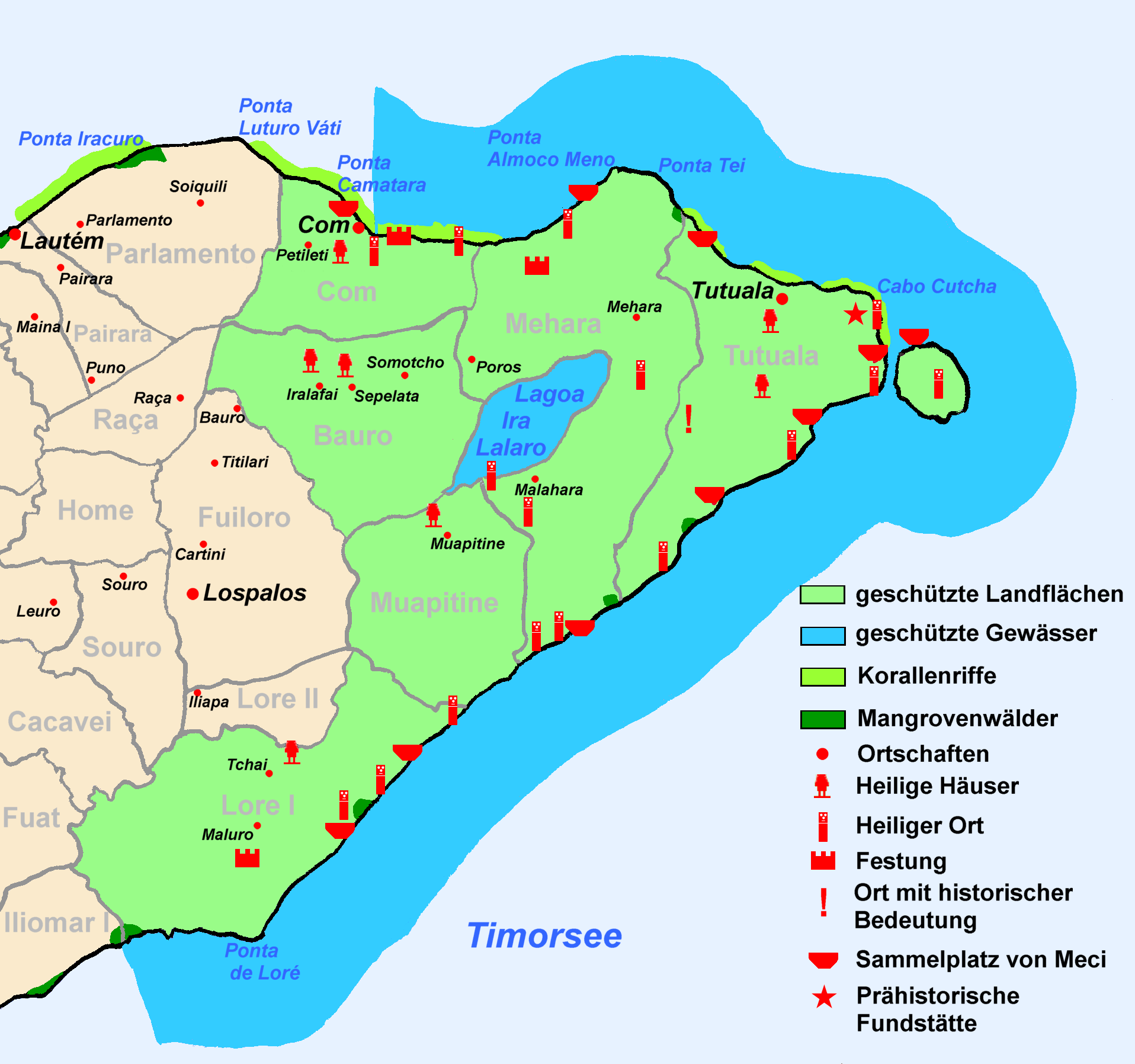
Le parc national est situé dans l'est de Timor-Oriental.

Le parc national Nino Konis Santana est le premier parc national du Timor oriental, créé le 3 août 2007. Il est situé à l'extrême Est du pays. Sa surface est de 1 236 km2 pour sa partie terrestre, et de 556 km2 pour sa partie marine.

## Biodiversité
La partie terrestre relie trois zones ornithologiques de première importance (ZICO) : Lore, Monte Paitchau et le lac Iralalara, et l'île Jaco. Il s'agit d'un des derniers refuges de plusieurs espèces rares d'oiseaux tels que le Cacatoès soufré, le Carpophage cendrillon, le Padda de Timor (Lonchura fuscata) ou le Colombar unicolore (Treron psittaceus), endémique de la région.